# Gekaravalli, Hassan
Gekaravalli là một làng thuộc tehsil Hassan, huyện Hassan, bang Karnataka, Ấn Độ.